# فيليب يوهان فرديناند شور
فيليب يوهان فرديناند شور (بالألمانية: Ferdinand Schur)‏ (و. 1799 – 1878 م) هو عالم نبات من ألمانيا . ولد في كونيغسبرغ.
توفي في بييلسكو فيالا .